# Pémové

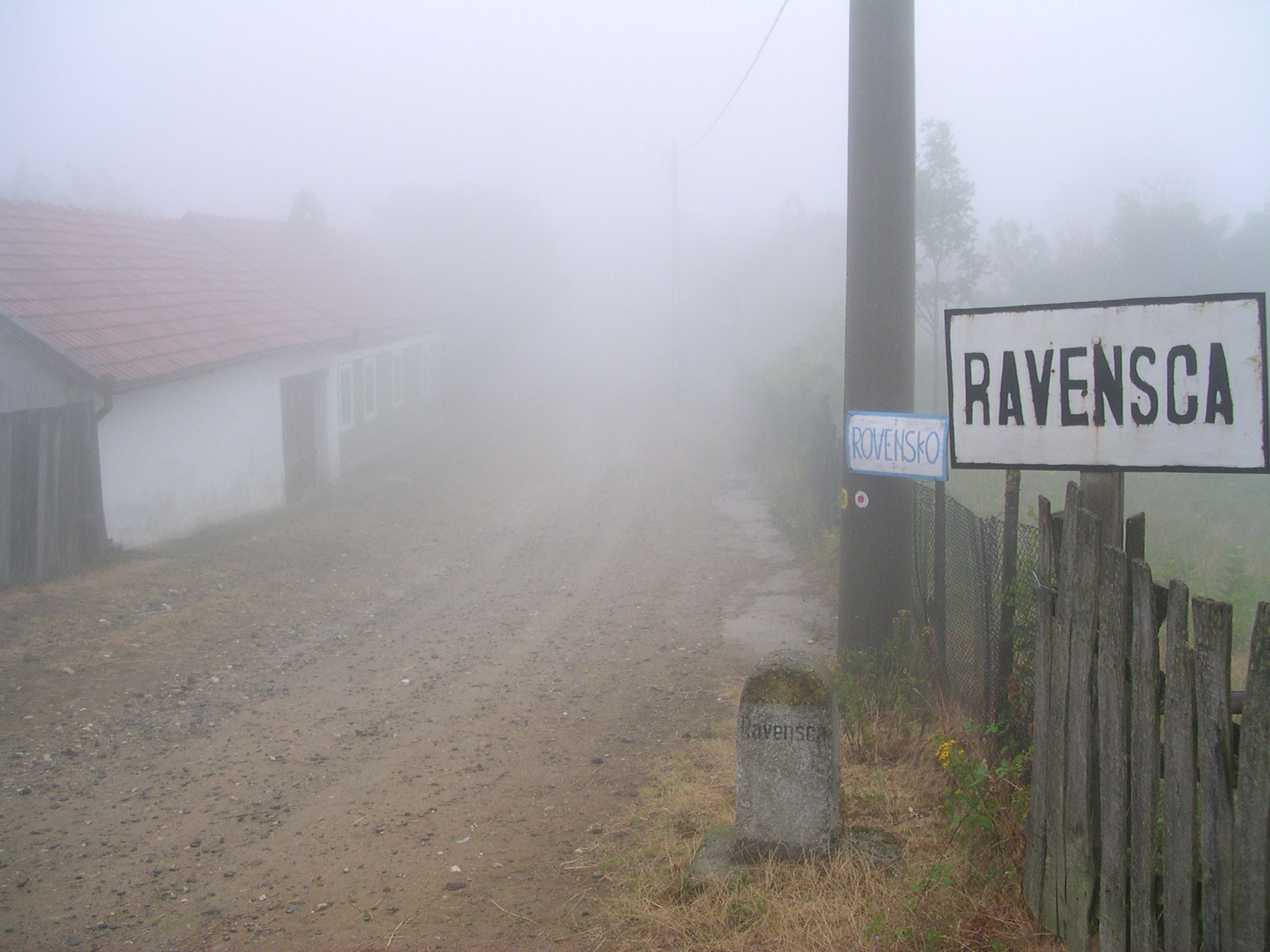
Vesnice Rovensko (rumunsky Ravensca) – oblast nejhustěji obydlená Pémy

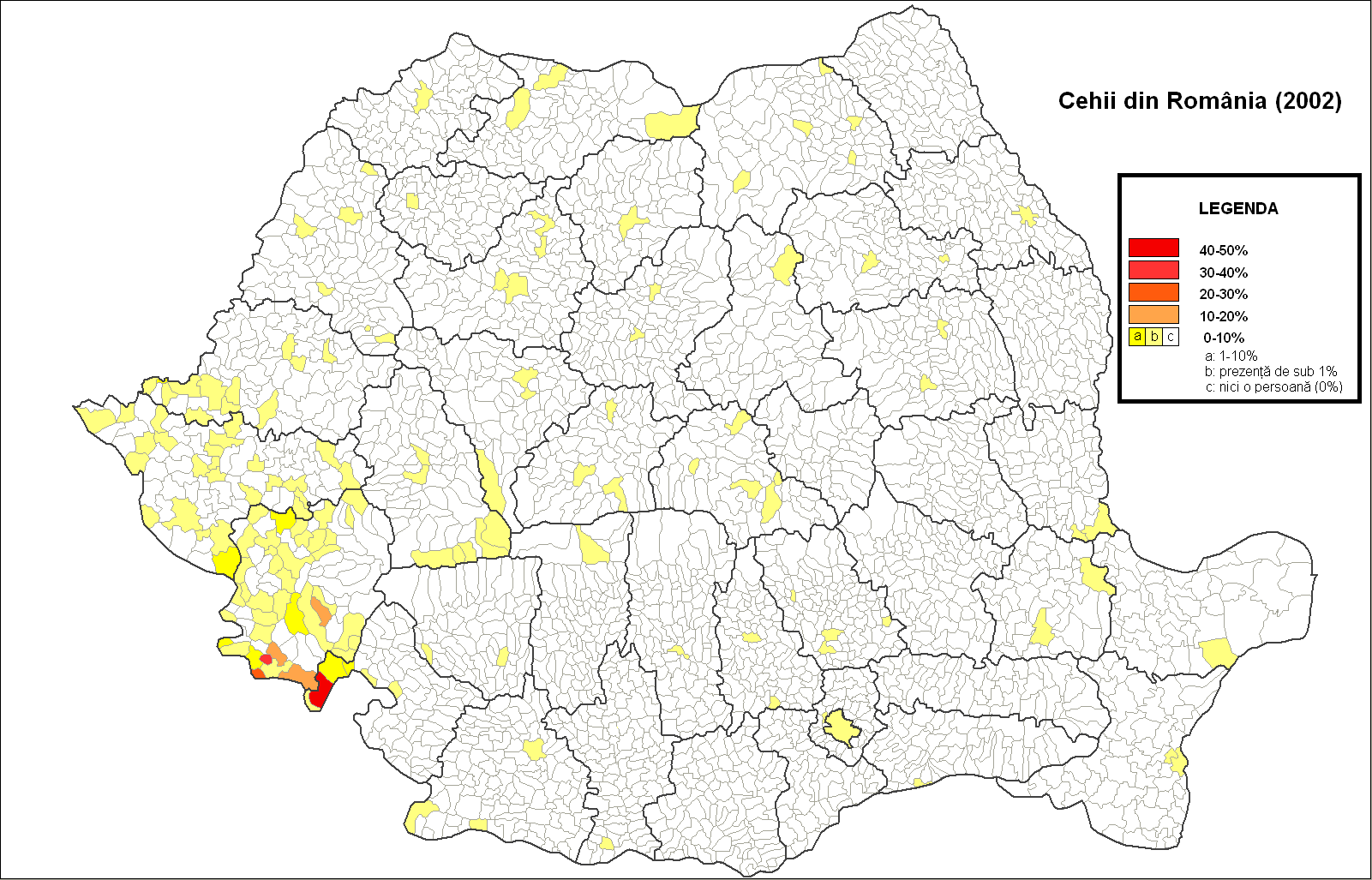
Čechové v Rumunsku (sčítání 2002)

Místní banátský počeštělý výraz pro Čechy je Pémové (rumunsky pemi, srbsky Pemci, odvozeno od boemi, boemieni = český). Výraz pochází z německého Böhm (obyvatel Čech bez ohledu na národnost). Místní tak označují jednak české Čechy, jednak české Němce.
Tento výraz se v Srbsku cítí jako částečně pejorativní, a na rozdíl od chápání v Rumunsku se nevztahuje na české Němce.

## Češi v Banátu
Většina místních Čechů přišla do oblasti v první polovině 19. století jako součást vlny, která kolonizovala Banát. Češi mj. založili vesnice Gerník, Rovensko, Svatá Helena, Bígr, Eibenthal, Šumice, Svatá Alžběta a následně, v sekundární kolonizaci na území dnes ležící v srbské části Banátu, vesnici Češko Selo (Česká ves), a tyto vesnice dosud obývají (kromě Svaté Alžběty, která zanikla již roku 1847).
Čeští Němci, kteří se usadili severněji, založili v Banátu obce Wolfswiese, Weidenthal, Weidenheim a Lindenfeld.

## Česká menšina v Rumunsku
Češi (rumunsky cehi) v Rumunsku žijí převážně v Banátu, v župě Karaš-Severin. Podle sčítání z roku 2002 jich v zemi žije 3938.
Česká menšina spolu se slovenskou mají v Rumunsku uznán oficiální status menšiny. Mají tak zajištěno své zastoupení v Poslanecké sněmovně.

## Česká menšina v Srbsku
Češi (srbsky Чеси, Česi) v Srbsku žijí převážně v Banátu, v Jihobanátském okruhu. Podle sčítání z roku 2011 jich v zemi žije 1824.
Česká menšina má v Srbsku uznán oficiální status menšiny, vč. postavení češtiny jako jednoho z úředních jazyků v okrese Bílý Kostelec, kde jich žije nejvíc. Mají kulturní samosprávu, a volí řídící orgán této samosprávy – Českou národní radu.